# Crônica de 1234
Crônica (português brasileiro) ou Crónica (português europeu) de 1234 é o nome convencionalmente dado a uma história universal, escrita em siríaco, por um autor de Edessa, cujo nome não foi registrado. A obra foi escrita cerca de 1240. Cobre, em geral, os mesmos pontos que a Crônica de Miguel, o Sírio, que produziu sua obra cerca de um século antes, mas elas discordam entre si nos detalhes. A Crônica de 1234 divide-se em duas grandes partes, sendo a primeira focada em assuntos civis e a segunda em assuntos eclesiásticos. Até o reinado de Constantino I (r. 306–337), ambas as partes se confundem, mas deste ponto em diante são tratadas em livros separados. A crônica sobreviveu em um único manuscrito incompleto do século XIV, no qual a história civil termina no ano de 1234 (o que dá nome à obra) e a história eclesiástica termina em 1207. Um dos motivos para ser uma fonte relevante é que preserva citações de obras anteriores que atualmente estão perdidas, como as de João da Ásia, Dionísio I de Tel Mare e uma história de Edessa de Basílio bar Xumana (morto em 1171). Também parece que o autor utilizou as fontes que Teófanes, o Confessor utilizou.